# サンゴミズキ
サンゴミズキとはミズキ科の植物の一種。学名Cornus alba var. sibirica。シラタマミズキ（学名C. alba）の変種である。
落葉低木。冬に枝が美しい赤に色付くので、これを花材にする。花期は5 - 6月頃で、5ミリメートル程度の黄白色の小花を多数つける。